# Nerău, Timiș
Nerău (germană Nero, maghiară Nyerő) este un sat în comuna Teremia Mare din județul Timiș, Banat, România. Satul Nerău este capăt de linie pentru calea ferată Timișoara - Lovrin - Nerău.

## Istorie
Prima atestare a localității datează din 1760, când a început colonizarea cu români, dar localitatea este probabil mult mai veche. În 1857 existau aici un cor și o fanfară. În 1873 s-a ridicat Statuia Pompierilor dedicată Sfântului Florian, în amintirea holerei. În 1906, cu prilejul Expoziției Jubiliare de la București, corul din Nerău, condus de dirijorul Ion Vidu, a intonat Pui de lei și Deșteaptă-te, române.
După cel de-al doilea război mondial a început emigrarea masivă a comunității germanilor din Nerău.

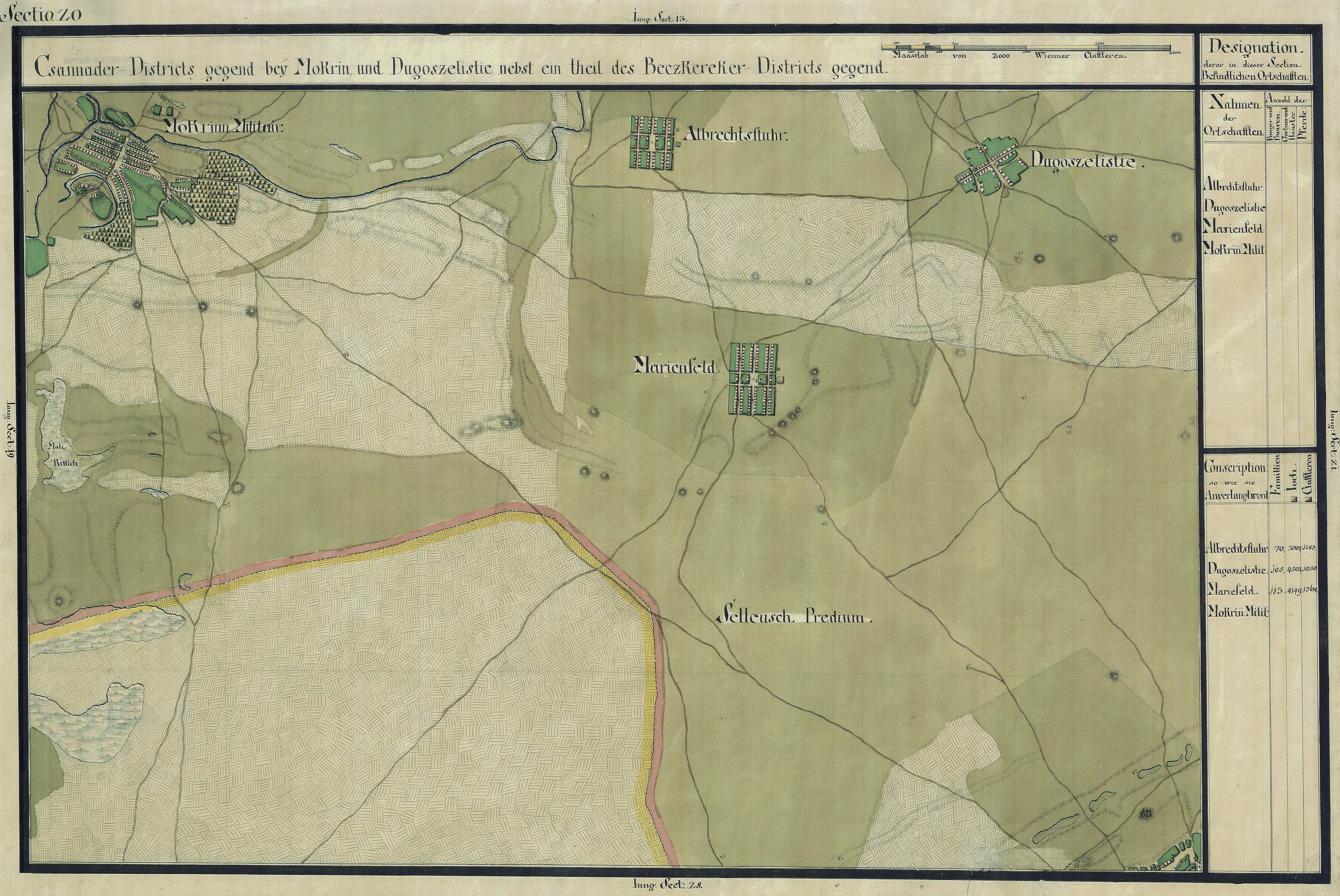
Nerău în Harta Iosefină a Banatului, 1769-72

## Cultură
Nerăul dispune de o grădiniță, o școală generală cu clasele I-VIII și un cămin cultural.

## Religie
În ciuda dimensiunilor, satul are 4 comunități religioase care dispun fiecare de propria biserică. Astfel, la Nerău există o biserică ortodoxă, una romano-catolică, una penticostală și o alta baptistă. Ruga are loc  de Rusalii.

## Personalități
- Coriolan Băran (1896 - 1979), jurist, avocat, om politic, ministru, primar al Timișoarei.
- Valeriu Mihaiu (1897 - ?)  deputat în Marea Adunare Națională de la Alba Iulia 1918